# 정치지도원

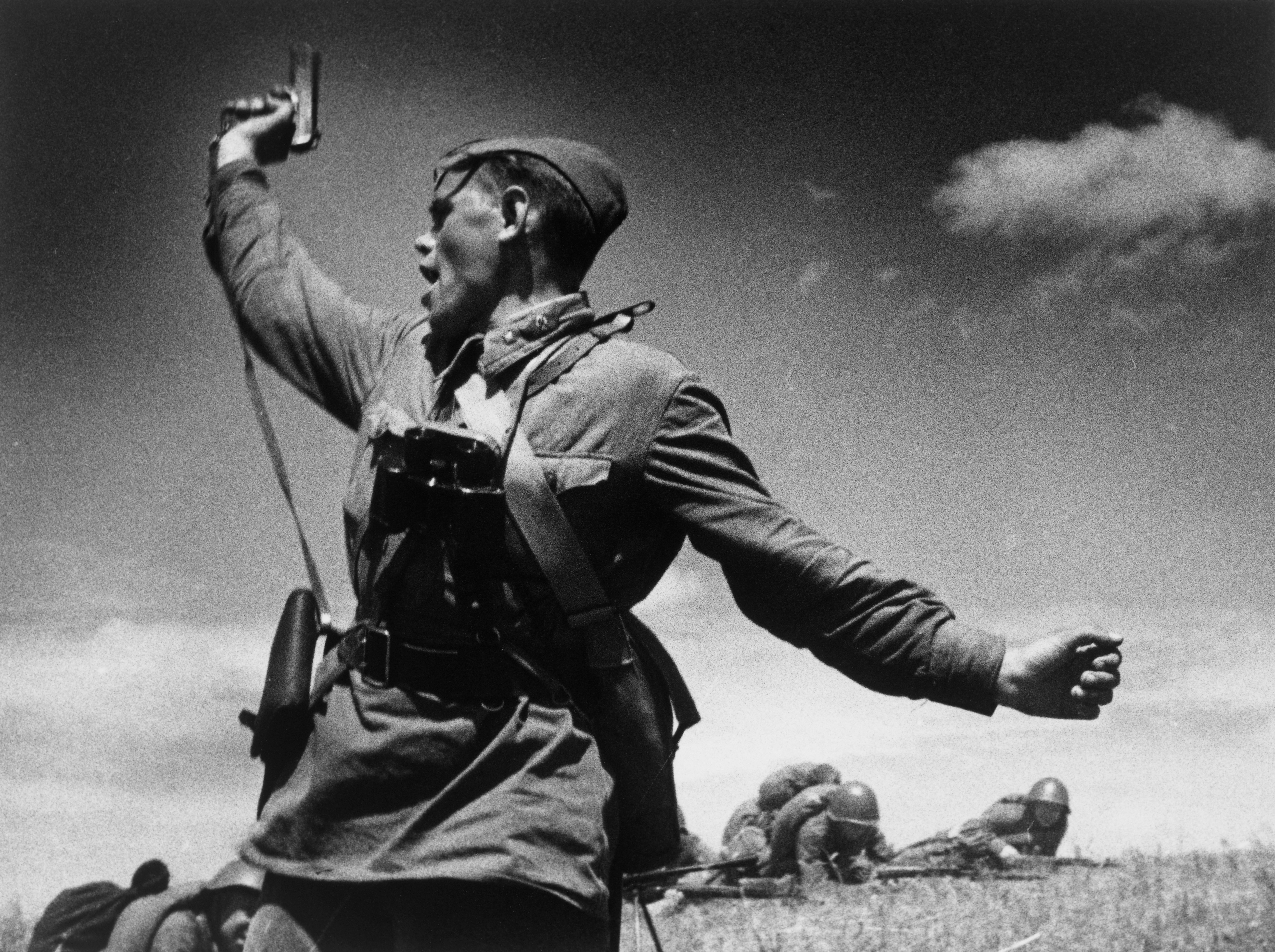

정치지도원(政治指導員, 러시아어: комиссар 커미사르[*], 영어: political commissar, political officer, politruk) 또는 정치장교(政治將校)는 소련군, 인민해방군, 조선인민군 등 공산국가의 군대 내부에서 중대급 이상 단위의 부대 내부에서 정치적 임무를 담당하는 군인의 보직이다. 정치장교라고도 하는 이유는 이 직책을 받는 인원 전원이 장교이기 때문이다. 주로 해당부대에서 정치사업을 책임지고 담당하는 임무를 수행하고 있다. 나치 독일의 게슈타포도 이와 비슷한 일을 하는 사람들이다.
실질적인 임무는 해당 부대의 지휘관을 가장 가까운 거리에서 보좌하면서 그 지휘관이 지휘를 똑바로 하는 지의 여부를 감시하는 것이다.

## 나라별 정치지도원

### 루마니아
루마니아의 경우 니콜라에 차우셰스쿠가 키운 고아들로 구성되어 있으며 이들은 군 지휘관 뿐만 아니라 아예 전 국민을 감시하는 임무를 부여받았다. 이들의 공식 명칭은 세쿠리타테이다. 그러나 1989년에 대규모 혁명이 일어나자 이들 역시 시위대에 가담하는 등으로 제 구실을 하지 못했으며 차우셰스쿠 부부는 결국 붙잡혀서 크리스마스날 총살 당했다.

### 소련

#### 배경
정치지도원 제도는 10월 혁명 이후 생겨났다. 당시 소련의 프롤레타리아 독재 개념, 그리고 나폴레옹 보나파르트로 대표되는 군사 엘리트의 정권탈취에 대한 과도한 두려움이 '정치지도원'이라는 개념 생성의 주 원인이 된다. 일단 장교라는 계급은 부여되었지만 애초에 모든 인간이 평등하다는 이념을 근저에 깔고 있는 마르크스/레닌주의 체제 특성상 초창기에는 사병들이 장교에게 명령은 고사하고 경의를 표할 필요조차 없었으므로 장교로서의 권한은 사실상 전무했다.
여기에 충분한 군사교육을 받은 사람, 특히 장교는 거의 예외없이 제정 러시아 시절의 군인들이었기 때문에 언제 정부, 즉 공산당을 배신할지 모른다는 두려움도 있었다. 당연히 이런 우려를 할 만큼, 초창기 소련의 장교들 중 공산당원의 비율은 턱없이 낮았다. 초기에는 이런 사정상 장교들이 공산당원이 되기 싫어했지만, 1920년대 이후가 되고 나서는 장교들이 공산당원이 되고 싶어도 쉽게 받아주지 않았다. 군사 엘리트가 정권탈취를 위해 당에 접근하려는 것이라는 선입견이 컸던 것. 사실 이때까지의 장교들 상당수가 차르 체제에서 교육을 받은 전 부르주아 계급이었기 때문에 그런 우려 자체는 그리 이상한 건 아니었다.
러시아 제국의 부활을 막기 위해 정치위원 시스템을 군에 도입, 군이 당의 명령에 불복하거나 반란을 시도할 가능성을 없앰과 동시에 병사들에게 사상적 기반을 구축하고, 아울러 지나치게 급락한 군사지휘관의 권위를 대신 행사할 수 있는 각급 부대의 정치지도자로서 운용하려 했다.

#### 특징
정치지도원들은 병력지휘 또는 작전과는 전혀 상관없이 지휘관을 감시하기 위한 용도로만 만들어진 군인들이였으므로 전문 군사 지식이 없었기에 지휘에는 별로 쓸모가 없었다. 그럼에도 불구하고 계급은 해당지휘관과 비슷하며 권한은 지휘관과 동등하였다. 그 이유는 정치장교 체제가 처음 도입된 소련 적군은 부대 운용계획을 수립하는 장교가 당원이든 비당원이든 일단 지휘권이 없었기 때문이다. 프롤레타리아 독재 원칙에 따라, 부대 지휘관이 수립한 작전을 프롤레타리아 병사 대중의 대표인 정치지도원의 승인을 받아 병사 전원의 만장일치라는 형식으로 지휘를 받게 돼 있었으므로 지휘관과 권한이 동등할 수 밖에 없었다.
이 구조는 정치지도원이 지휘관의 군사적 전문성을 철저하게 보장하는 경우에는 유용한 구조임이 적백내전에서 입증되었으나, 정작 전문 지휘관들의 사상적 기반을 의심하는 정치지도원들의 계속적인 반문이 기본이 되었으므로 결국 아무리 좋은 결과라 해도 지휘체계가 이원화되면서 의사결정 및 작전지휘의 효율이 크게 저하되고, 최악의 경우에는 지휘체계가 군사적 문외한에게 완전히 넘어가는 대참사로 이어지고 말았다. 전쟁을 총 지도해야 할 당 군사위원회가 군사 비전문가들이 워낙 많았고, 군사작전의 정치적 효과를 지나치게 중시했기 때문에 일선 지휘관들의 효율적인 건의를 무시하는 경우가 너무 많았다. 당연히 정치지도원은 당 중앙의 뜻에 복종하는 것이 원칙이었고, 덤으로 군사경험이 없는 관계로 눈앞에서 병사들이 다 죽어나가는 판에도 자신의 지시로 인해 무슨 결과가 나올지 이해하지 못했다.
정치지도원이 당 중앙과 완전히 따로 놀면서 동시에 군사지휘관에게 철저 복종하는 상황을 제외한 거의 모든 상황에서 지휘관이 둘 있는 셈이니, 서로 의견이 안 맞을 경우 부하들만 난처해진다. 전투 중에 둘이 지휘관과 정치지도원의 의견이 대립되어 합의점을 보지 못하고 있는 사이에 불쌍한 사병들만 죽어나고, 지휘관이 아군 전사율을 줄이기 위해 기획한 효율적인 작전은 무시되며 정치적 대의나 당 중앙의 의사 외에는 다른 것을 생각할 능력이 없는 정치지도원이 제안한 자살행위 수준의 공격 또는 방어임무만 수행하게 된다.
이 체제는 1939년 핀란드와의 겨울전쟁에서 소련군의 막대한 손실을 초래한 원인 중 하나이며, 이오시프 스탈린도 적백내전 이후의 소련-폴란드 전쟁 당시 정치지도원으로서 바르샤바 전투에서 패배한 전력이 있다. 원래 소련이 폴란드 영내까지 파고들었다가 대패한 후, 모스크바 근처까지 후퇴했던 적도 있을 정도였다.

#### 장점
그러나 이 시스템도 잘 작동하면 나름대로 효과적이었다. 군사지휘관의 지휘권이 보장되면서 정치지도원이 실제 이론상의 원래 임무인 병사들의 전의 고양에 주력하는 경우, 효율적인 지휘관이 지휘하는 광신적인 병사들로 구성된 이상적인 부대가 될 수도 있었기 때문이다. 실제 사례로, 스탈린그라드 전투 당시 62군 사령관 바실리 추이코프 중장과 62군 정치장교 쿠즈마 구로프, 그의 상급부대인 남부전선군 사령관 예레멘코 상장과 남부전선군 정치장교 니키타 흐루쇼프의 조합. 특히 쿠즈마 구로프는 군사적으로도 자신에게 지휘권이 있었던 NKVD 부대까지 추이코프에게 넘겨주면서 철저하게 정치적 지원에만 주력했다.
그러나 그런 장점도 사실은 정치지도원의 영향력을 축소하는 것이 좋지 않느냐는 수많은 전훈에 압도된 지휘관들이 위기상황에서 숙청의 위험을 무릅쓰고 억지로 정치지도원의 권한을 축소한 결과 드러난 것이었다.

#### 몰락
결국 당 군사위원회조차 그 사실을 인정하지 않을 수 없게 되어, 독소전쟁중인 1942년부터 이때까지 누적된 정치지도원의 폐단을 해결하기 위해 스탈린이 직접 나서 정치지도원의 배속 수준과 권한을 대폭 조정했다. 일단 정치지도원은 통상 연대급 이상에만 배치하고, 그나마도 지휘관의 정치적 보좌 겸 최후까지 전투의지를 잃어서는 안 되는 참모장교로서의 임무만, 그것도 연대나 사단급 제대에서나 수행하게 되어서 정치지도원들이 지휘관의 작전에 간섭할 권한을 대폭 축소해 버린 것이다. 이후 정치지도원의 역할은 주로 병사들의 사기 상승을 위한 선전과 정치교육으로 거의 제한됐다.
또한 적어도 지휘권 행사를 위해서는 충분한 군사 교육이 필요하다는 사실을 뒤늦게나마 상부가 깨달았기에 수많은 정치지도원들이 억지로 훈련소에 끌려가서 소대장, 중대장 훈련을 받고서야 다시 정치지도원의 임무를 수행할 수 있게 됐다. 추가로 군에 대한 정치적 우려를 최소화하기 위해 장교들의 공산당 입당을 적극 장려했다.
이러한 노력의 결과로 1950년대 이후부터 소련이 해체 될 때까지 정치지도원들의 권위와 권한은 대폭 줄었다. 허나 소련은 만일 군에서 일어날 불미스러운 쿠테타 등을 대비해 일종의 보험으로써 정치지도원 제도를 유지한 대신, 1950년대 이후 ~ 소련 해체년도인 1991년까지 군 내부의 당 연락장교와 군 내부의 공보정훈장교 역할만 맡게 했다. 1991년, 소련이 해체 된 이후에는 자연히 소련군과 소련 공산당도 해체되었고 구시대의 유물이 된 정치지도원 제도는 소련과 소련군의 후신인 러시아와 러시아군 때 사라졌다.

### 중화인민공화국
중국의 인민해방군은 홍군(紅軍) 초기부터 당의 군대로써 조직되었기에, 일반 군인과 정치위원의 관계는 양호한 편이었다. 1927년의 난창 봉기(南昌蜂起) 이래 군에 존재했던 당대표직은 1929년의 「고전회의(古田会議)」에서 마오쩌둥(毛沢東)의 지도에 따라 「정치위원」으로 개칭되어 강력한 정치위원제도가 성립되었다.
정치위원은 소련군처럼 작전명령에 대해 부서권이 주어졌고, 나아가 중국 인민해방군의 특징은 군 내부에 공산당 지부가 설치되어 이 지부가 작전사항을 결정하도록 되어 있었다는 것이다. 이로 하여 공산당 스스로가 작전을 입안하고 수행한다는 소련군을 훨씬 우회하는 강력한 권력이 당에 주어졌던 것이다. 정치위원은 군내 공산당 지부의 서기(책임자)를 겸했기에, 소련군에서는 부정행위로 간주되었던 작전에 대한 정치위원의 개입이 공공연히 인정되기도 했다.
1930년 중국공농홍군정치위원공작잠행조례(中国工農紅軍政治委員工作暫行条例)에 따라 정치위원의 직권이 명기되어, 정치면에서는 단독으로 명령을 내리는 것이 가능해졌고, 군사면에서도 부서권이 주어지는 동시에 군지휘관과 대립하는 경우에는 그 명령을 정지시키는 것도 가능했다.
그러나 공산당의 기본전술이 중국 전역에 「해방구」를 세워 이를 중심으로 지배하는 방식이었기 때문에, 해방구를 관리하는 각지의 군이 정치위원(군위원회서기)의 지배 아래 놓이게 되었다. 이는 이후 중국의 지방제도 지배로 이어졌고, 인민해방군에서 정치장교는 부대장 다음으로 정치공작을 담당하며 제2제대나 예비대를 지휘하는 직책을 맡고 있다.

### 조선민주주의인민공화국
조선민주주의인민공화국의 정치지도원과 정치위원은 주로 소대장 이상 임무수행을 한 적이 있는 자원 위주로서 무조건 군관(장교)만 선발하도록 되어 있으며 사관(부사관)이나 병사(병)는 정치지도원이 될 수 없다. 그런데 문제는 조선민주주의인민공화국에서의 정치지도원의 역할이 거의 김일성으로부터 비롯된 김씨 정권의 의도대로 군대를 움직이는 결정적인 역할을 하고 있다. 김일성 사망 직후 황장엽의 문제를 제압하는 데에 가장 결정적인 공을 세운 것도 정치지도원이며 일찍이 오극렬이 정치지도원으로 인한 지휘계통의 불편한 점으로 인하여 폐지를 건의했으나 김일성은 이 건의를 군대의 반역을 차단할 도구가 없어진다는 이유를 들어 전면 백지화시키고 정치지도원을 존치시켰다. 현재 조선민주주의인민공화국군의 정치지도원은 중대부터 편제되어 있으며 사실상 군의 실세이다.

#### 임무
정치지도원은 병사들에게는 주체사상과 정신교육을 주로 담당하고 있다. 병사나 사관(대한민국의 부사관과 동일함)에게 김일성과 김정일의 가문에 대한 충성심을 고취시키며 현재 조선민주주의공화국이 왜 대한민국과 미국을 상대로 싸워야하는지의 명분을 설명한다.
정치지도원은 자신이 모시는 지휘관에게는 해당지휘관이 부대를 제대로 지휘하는지 못하는지의 여부와 해당지휘관이 당에 얼마나 충성을 바치는 가의 여부 등, 지휘관의 종합적인 자질을 평가하는 임무를 수행하고 있다. 이 때문에 조선인민군에서 지휘관은 절대권력을 휘두르지 못하고 있으며, 김일성은 정치지도원을 효율적으로 활용하여 부하 지휘관들에게 절대권력을 휘둘러왔다. 정치지도원의 보고서 한 장이면 아무리 대대장 이상의 지휘관이라 해도 총살이 가능하기 때문이다.
이 외에도 사실상의 인사 권한은 정치지도원이 쥐고 있는 실정이며 지휘관 역시 정치지도원의 입김에 의해 움직이고 있는 실정이다.
기타 정치와 관련된 모든 업무를 담당한다.

#### 임관
정치지도원은 갓 임관한 군관 중에서 특히 당에 대한 충성심이 높은 인원들 위주로 선발하며 여러 가지 분야에서 엄선된 재원들로만 구성되어 있다. 남자 군관의 경우 제2 군관학교의 정치부 훈련과에서 정치지도원으로서 양성되며 여군의 경우 여군 정치지도원만 전문적으로 양성한다는 2년제의 특수무관학교인 최희숙 군관학교에서 정치지도원으로 양성된다.

## 같이 보기
- 파견의원
- 정치장교 지령